# فرودگاه ماولامیاینگ
فرودگاه ماولامیاینگ (به انگلیسی: Mawlamyaing Airport) یک فرودگاه همگانی با کد یاتا MNU است . این فرودگاه در شهر ماولامیاینگ کشور میانمار قرار دارد و در ارتفاع ۱۶ متری از سطح دریا واقع شده‌است.

## شرکت‌های هواپیمایی و مقصدهای پروازی
| شرکت‌های هواپیمایی         | مقصدهای پروازی | Route    |
| ------------------------- | -------------- | -------- |
| Mann Yadanarpon Airlines  | یانگون         | Domestic |
| Myanmar National Airlines | یانگون         | Domestic |